# محمد بحیرایی
محمد بحیرایی (زاده ۱۴ فروردین ۱۳۶۹، در محله خواجه نظام الملک تهران) بازیکن تیم ملی واترپلو ایران و باشگاه فرهنگی ورزشی نفت تهران است. وی از سال ۱۳۸۲ بازیکن واترپلو ایرانی است که از ۱۳۸۶ تا ۱۳۹۵ بازیکن تیم ملی واترپلو ایران بوده‌است.

## زندگی‌نامه
محمد بحیرایی در فروردین ۱۳۶۹ در تهران به دنیا آمد. وی در ۴ سالگی رشته شنا را در ورزشگاه امجدیه تهران زیر نظر استاد سیروس طاهریان آغاز نمود و در سن ۱۳ سالگی زیر نظر همان استاد به واترپلو روی آورد، او در سن ۱۷ سالگی عضو تیم ملی واترپلو ایران گردید. سال ۱۳۸۷ در مسابقات قهرمانی آسیایی مدال طلا را کسب نمود، تا سال ۱۳۹۵ عضو تیم ملی ایران بوده‌است و هم‌اکنون فعالیت ورزشی خود را در باشگاه‌ها و لیگ واترپلو کشور ادامه می‌دهد. او فارغ‌التحصیل رشته تربیت بدنی و علوم ورزشی از دانشگاه تهران است.

## افتخارات ملی
- کسب مدال طلا، مقام اول مسابقات آسیایی، اندونزی 2007[۲]
- تیم ملی واترپلو مردان ایران

## افتخارات باشگاهی
لیگ واترپلو ایران
- مدال نقره، مقام نایب قهرمانی - مسابقات لیگ دسته اول کشور، تیم تهران ۱۳۸۶
- مدال طلا، مقام قهرمانی - لیگ برتر واترپلو باشگاه‌های کشور، تیم ایران توسعه ۱۳۸۷
- مدال برنز، مقام سوم- مسابقات جام حذفی باشگاه‌های کشور، تیم ایران توسعه ۱۳۸۸
- مدال طلا، مقام قهرمانی - مسابقات لیگ برتر واترپلو باشگاه‌های کشور، تیم دانشگاه آزاد اسلامی، ۱۳۸۸
- مدال طلا، مقام قهرمانی - مسابقات لیگ دسته یک کشور، تیم صنعت نفت آبادان، ۱۳۸۹
- مدال طلا، مقام قهرمانی - مسابقات لیگ دسته یک کشور، تیم بانک پاسارگاد، ۱۳۹۰
- مدال برنز، مقام سوم - لیگ برتر واترپلو باشگاه‌های کشور، تیم دانشگاه آزاد اسلامی، ۱۳۹۲
- مدال نقره، مقام نایب قهرمانی - مسابقات لیگ دسته یک کشور، تیم نفت تهران، ۱۳۹۶
- مدال طلا، مقام قهرمانی - مسابقات لیگ دسته یک کشور، تیم میلانو، ۱۳۹۷

## سوپر لیگ جام باشگاه‌های برتر ایران
- مقام نایب قهرمانی، باشگاه ایران توسعه کرج ۱۳۸۷

## مدارک
- مدرک مربیگری درجه دو شنا
- مدرک مربیگری درجه دو واترپلو
- مدرک داوری واترپلو
- مدرک بین‌المللی نجات غریق (ILS)

## سابقه تحصیلی
کارشناس تربیت بدنی و علوم ورزشی از دانشگاه تهران